# U-Bahnhof Eissporthalle
Eissporthalle ist ein Bahnhof der U-Bahn Frankfurt. Er liegt auf der C-Strecke und wird von der Linie U7 bedient. Der Bahnhof liegt im Stadtteil Bornheim neben der Grenze zwischen der Saalburgallee und dem Ratsweg unter dem Bornheimer Hang. Die Station wurde am 30. Mai 1992 eröffnet.

## Lage
Der Bahnhof Eissporthalle liegt auf der U7 zwischen den Stationen Parlamentsplatz und Johanna-Tesch-Platz. Er ist vom Stadtzentrum aus betrachtet der dritte Bahnhof der so genannten Ostendlinie.
In unmittelbarer Nähe befindet sich die namensgebende Eissporthalle. Direkt neben der Eissporthalle befindet sich das städtische Hallenbad Main Bad Bornheim. Außerdem liegt das Frankfurter Volksbank Stadion des FSV Frankfurt nur wenige Gehminuten vom U-Bahnhof. Gäste der zweimal jährlich stattfindenden Frankfurter Dippemess müssen ebenfalls an der Station aussteigen.

## Bauweise

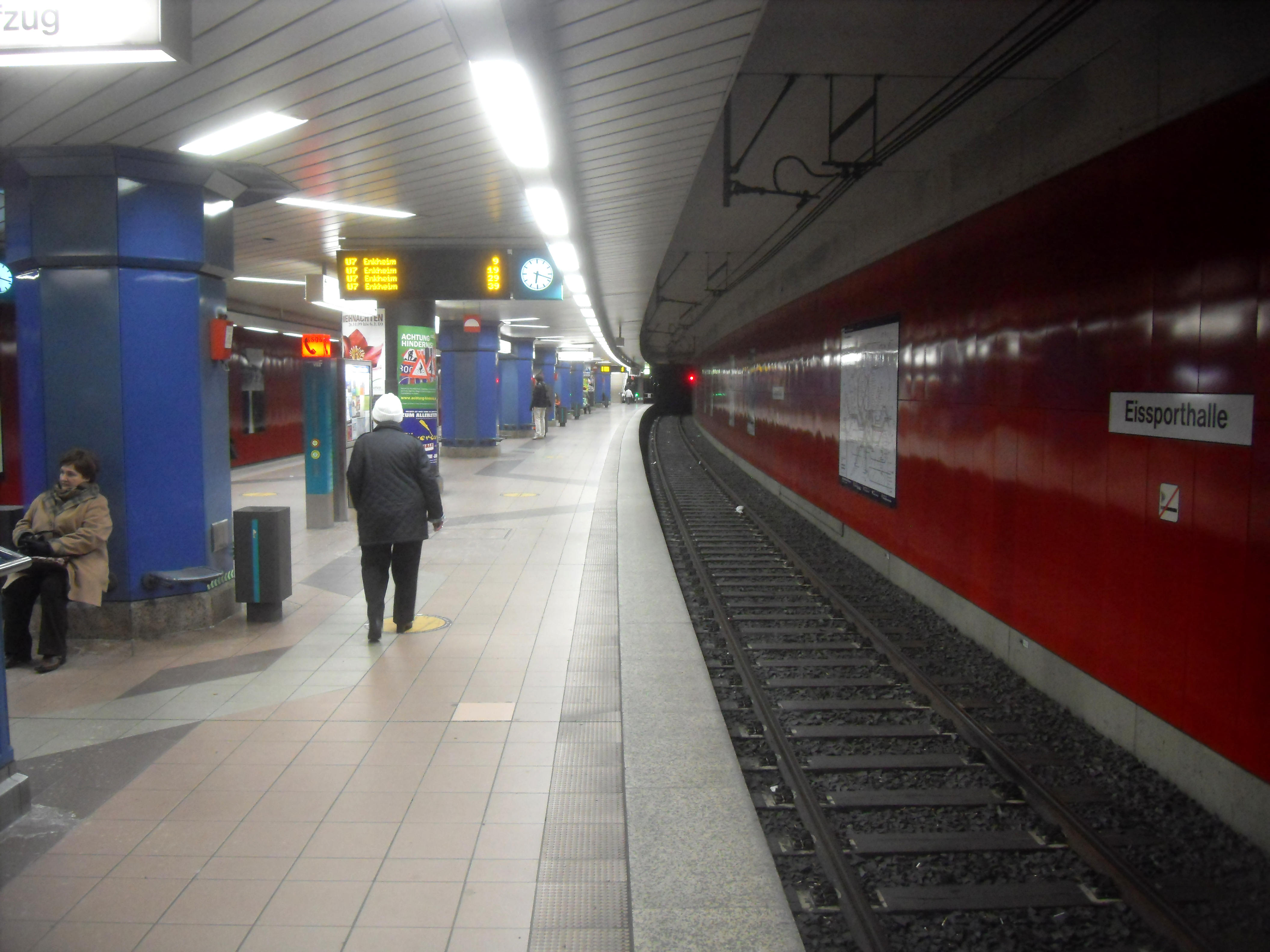
Bahnsteig des U-Bahnhofs Eissporthalle Richtung Enkheim

Wie bereits auf dem ersten Bauabschnitt der C-Strecke wurden der U-Bahnhof Eissporthalle in einer offenen, abgedeckten Baugrube, die Streckentunnel jedoch in geschlossener, bergmännischer Bauweise errichtet. Der Bahnhof wurden aus Kostengründen nicht von externen Architekten, sondern vom Stadtbahnbauamt selbst gestaltet, was architektonisch gesehen zu weniger spektakulären Ergebnissen als im ersten Bauabschnitt führte.
Die Säulen der Station sind mit blauen Metallplatten versehen, die Wände sind rot. Dazwischen sind Schwarz-Weiß-Fotografien des Künstlers Gerald Domenig eingefasst. Sie zeigen Momentaufnahmen der näheren Umgebung aus den frühen 1990er Jahren.
Durch das starke Gefälle der über der Station führenden Kettelerallee, muss am südlichen Zugang auf die in Frankfurt übliche B-Ebene verzichtet werden. Daher wurde hier ein größeres Glashaus errichtet, in dem sich unter anderem auch die Fahrkartenautomaten befinden. Der direkte Zugang zum Bahnsteig ist in dieser Form in Frankfurt einmalig. Am nördlichen Zugang befindet sich eine B-Ebene mit einer künstlerischen Wandgrafik, die sowohl das benachbarte Volksfest Dippemess, als auch die Eissporthalle darstellt.

## Betrieb

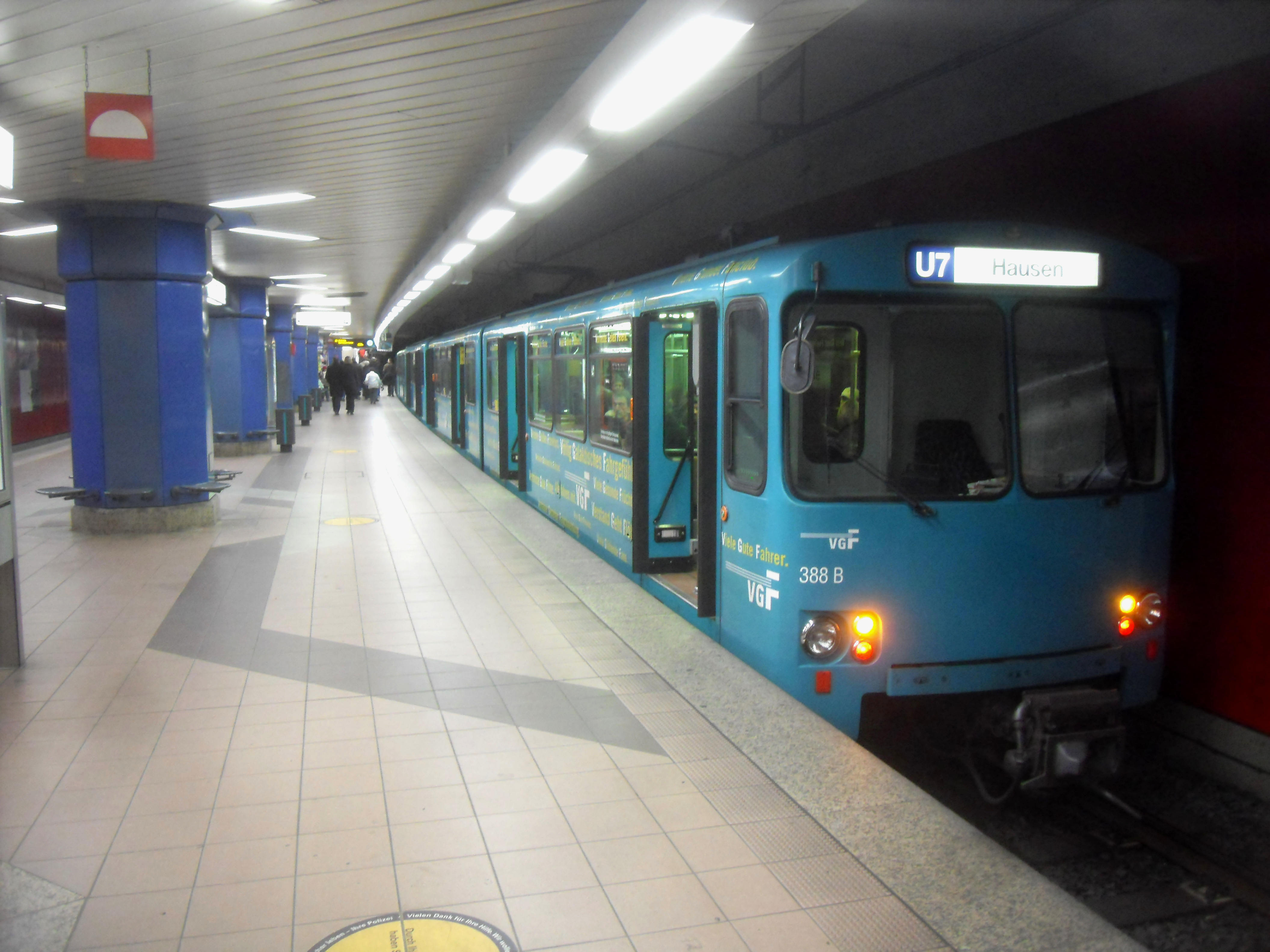
Wagen der U7 im U-Bahnhof Eissporthalle auf dem Weg nach Hausen

Der U-Bahnhof Eissporthalle wird von der Linie U7 bedient. An der oberirdischen Straßenbahnhaltestelle verkehrt die Linie 12.
| Linie | Verlauf | Takt                                                                                       |
| ----- | --- | ------------------------------------------------------------------------------------------ |
| S7    | Praunheim Heerstraße – Friedhof Westhausen – Stephan-Heise-Straße – Hausener Weg – Fischstein – Industriehof – Kirchplatz – Leipziger Straße – Bockenheimer Warte – Westend – Alte Oper – Hauptwache – Konstablerwache – Zoo – Habsburgerallee – Parlamentsplatz – Eissporthalle/Festplatz – Johanna-Tesch-Platz – Schäfflestraße – Gwinnerstraße – Kruppstraße – Hessen-Center – Enkheim | 10 min 7/8 min (HVZ)                                                                       |
| 12    | Schwanheim Rheinlandstraße – Bürostadt Niederrad – Niederrad Bahnhof – Niederrad – Hauptbahnhof/Münchener Straße – Willy-Brandt-Platz – Konstablerwache – Bornheim Mitte – Eissporthalle/Festplatz – Fechenheim Hugo-Junkers-Straße/Schleife | 10 min 15 min (Schwanh.–Eissporth. so/feiertags) 30 min (Eissporth.–Fechenh. so/feiertags) |